# Gmina

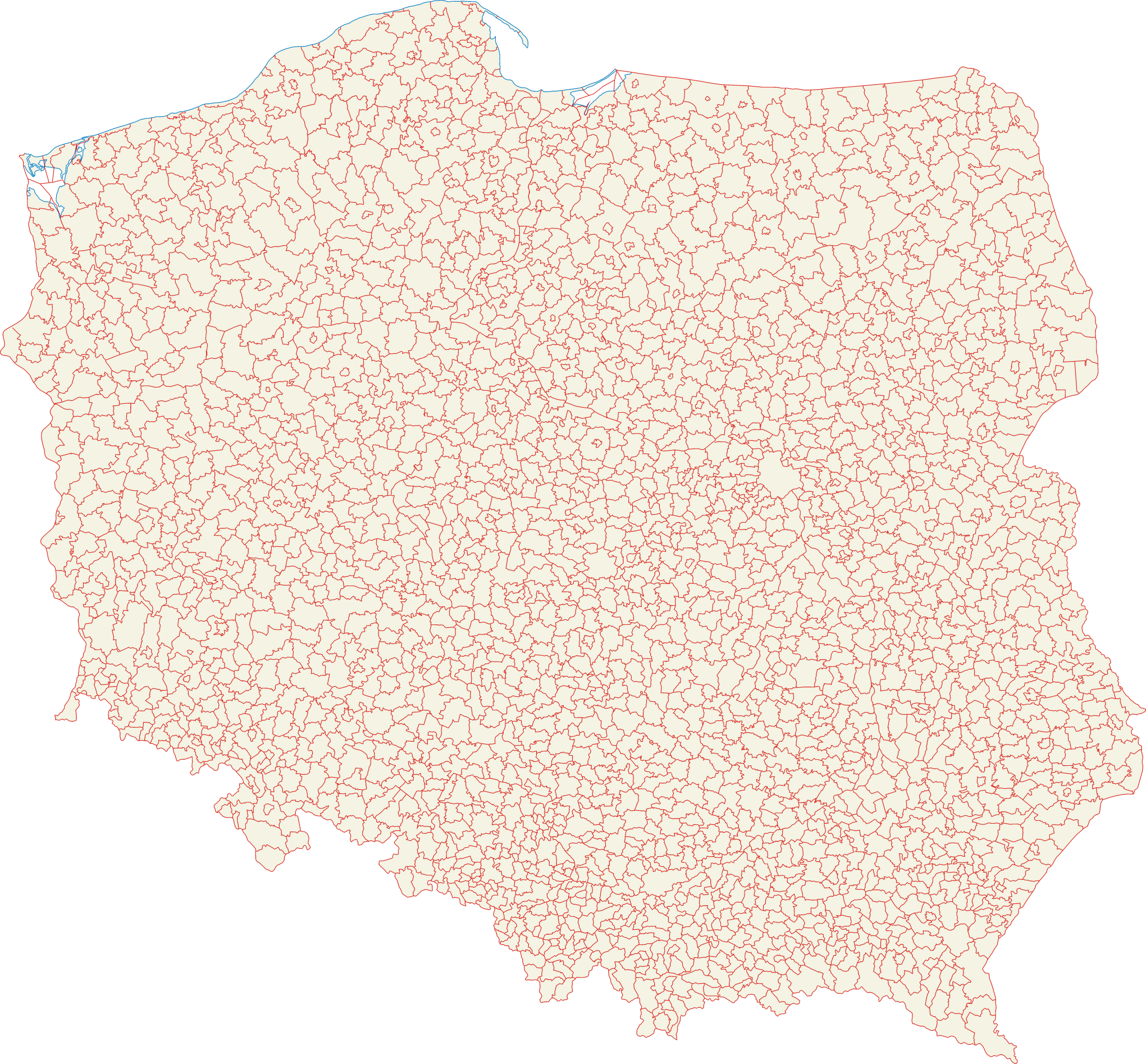
Karte der polnischen Gminy (Stand 2008)

Eine Gmina ['gmina], im Plural Gminy, ist eine Verwaltungseinheit in Polen. Sie bildet die dritte Stufe der lokalen Selbstverwaltung. Sie steht unterhalb der Einheit Powiat (‚Landkreis‘ oder ‚Stadtkreis‘) und oberhalb der Einheit Sołectwo (‚Schulzenamt‘).
Der Begriff stammt vom deutschen Wort Gemeinde ab, dem es auch in der Verwaltungsstruktur nahekommt. Im Gegensatz zur deutschen Praxis wird sie allerdings nicht als eine eigentliche Ortsidentität, sondern lediglich als eine Verwaltungseinheit betrachtet, ähnlich der rheinland-pfälzischen Verbandsgemeinde. So werden bei den amtlichen Adressen- oder Geburtsortsangaben primär die Ortsnamen und nicht die der Gemeinden verwendet.
Im Jahr 2006 gab es in Polen 2478 Gminy, die drei unterschiedlichen Gemeindetypen zugeordnet werden.

## Geschichte
Gminy wurden 1972 als Ersatz für die kleineren Gromadas gebildet.

## Gmina miejska
Eine Gmina miejska (‚Stadtgemeinde‘, wörtlich: ‚städtische Gemeinde‘) besteht aus einer einzigen Stadt. Diese Stadt kann ebenfalls Sitz einer Gmina wiejska ‚Landgemeinde‘ im Umland sein. Aufgrund der rechtlichen Identität von Stadt und Gmina werden Gminy miejskie üblicherweise nur mit dem Namen der Stadt bezeichnet. In den Großstädten sowie historisch bedingt in einigen weiteren Stadtgemeinden nennt sich der Bürgermeister Prezydent miasta ‚Stadtpräsident‘, in kleineren Stadtgemeinden heißt er Burmistrz. Den Status einer Gmina miejska hatten 2006 307 Gminy.

## Gmina miejsko-wiejska
Eine Gmina miejsko-wiejska (‚Stadt-und-Land-Gemeinde‘, wörtlich: ‚städtisch-ländliche Gemeinde‘) besteht aus einer Stadt und mehreren Dörfern, die begrenzte Selbstverwaltungskompetenzen haben. Mit Ausnahme der Gemeinde Skalmierzyce ist diese Stadt auch Verwaltungssitz der Gmina. Meistens ist in diesem Fall die Stadt zu klein, um eine unabhängige ‚Stadtgemeinde‘ (Gmina miejska) zu bilden. Der Name der Gmina, der ein Burmistrz ‚Bürgermeister‘ vorsteht, leitet sich vom Namen des Verwaltungssitzes ab. Diesen Status hatten 2006 582 Gminy.

## Gmina wiejska
Eine Gmina wiejska (‚Landgemeinde‘, wörtlich: ‚ländliche Gemeinde‘) besteht ausschließlich aus Dörfern. Der Verwaltungssitz befindet sich in einigen Fällen in einer Stadt im Zentrum der Gmina, die als Gmina miejska ‚Stadtgemeinde‘ aber nicht Bestandteil der Gmina wiejska ist. Wenn es keine Stadt innerhalb der Gemeinde gibt, so ist eines der größeren Dörfer Sitz der Gmina und des Gemeindevorstehers Wójt (von ‚Vogt‘). In diesem Fall ist die Gmina auch nach diesem Ort benannt. 2006 gab es in Polen 1589 dieser Gminy, davon 160 mit Verwaltungssitz außerhalb der Gmina, also in einer Stadt, die eine eigene Gemeinde und manchmal auch einen eigenen Stadtkreis bildet.

## Selbstverwaltung der Gemeinden
Die Bewohner jeder Gemeinde bilden eine Selbstverwaltungskörperschaft. Die Gemeinden besitzen eine Rechtspersönlichkeit.
Die Gemeinden erfüllen alle Aufgaben der territorialen Selbstverwaltung, die nicht anderen Gebietskörperschaften vorbehalten sind, u. a.: Raumordnung, Immobilienwirtschaft, Umwelt- und Naturschutz, Wasserwirtschaft, Gemeindewege, Wasserleitung und -versorgung, lokaler Personenverkehr, Gesundheitsschutz, Sozialhilfe, Kultur, öffentliche Ordnung, Gemeindeförderung, grenzübergreifende Zusammenarbeit.
Die Exekutivorgane der Gemeinden sind der Gemeinderat sowie der Gemeindevorsteher (Bürgermeister oder Stadtpräsident).

## Finanzierung
Zu den Einnahmen der Gemeinden werden eigene Einnahmen, allgemeine Subvention und Zweckzuwendungen aus dem Staatshaushalt gezählt.
Als Steueraufkommen werden Einnahmen aus den örtlichen Steuern (wie Wald-, Grund-, Kraftfahrzeug-, Hunde-, Erbschafts-
und Schenkungssteuer, Steuer auf zivilrechtliche Handlungen, Gewerbesteuer bei natürlichen Personen) bezeichnet.